# Boarmia viertlii
Boarmia viertlii är en fjärilsart som beskrevs av Bohatsch 1883. Boarmia viertlii ingår i släktet Boarmia och familjen mätare. Inga underarter finns listade i Catalogue of Life.